# Portland (Dacota do Norte)
Portland é uma cidade localizada no estado norte-americano de Dacota do Norte, no Condado de Traill.

## Demografia
Segundo o censo norte-americano de 2000, a sua população era de 604 habitantes.
Em 2006, foi estimada uma população de 565, um decréscimo de 39 (-6.5%).

## Geografia
De acordo com o United States Census Bureau tem uma área de
2,2 km², dos quais 2,2 km² cobertos por terra e 0,0 km² cobertos por água.

## Localidades na vizinhança
O diagrama seguinte representa as localidades num raio de 28 km ao redor de Portland.